# Зарубиха (река, впадает в Кильдинский пролив)
Зару́биха (саамское название — Уэльйо́к) — река на Кольском полуострове Мурманской области России. Относится к бассейну Баренцева моря.

## Расположение
Расположена в северной части Кольского полуострова. Длина — 26 километров. Водосборная площадь — 176 км². Средняя ширина — около 18 метров, глубина — менее 1 метра. Зарубиха вытекает из озера Семиостровского, откуда река идёт на север, делая несколько изгибов и протекая через озёра Махкъявр, Долгое, Уэльенъявр, Зарубинское и ряд безымянных озёр. Устье реки лежит на Мурманском берегу Баренцева моря в восточной части Кильдинского пролива между горами Кабельная и Три Сестры.

## Описание
Высота истока — 226,8 м над уровнем моря. Зарубиха течёт по сухой скалистой местности с редкой тундровой растительностью. Высота окружающих возвышенностей достигает 100—190 метров у устья и до 390 метров в районе истока реки. Самые крупные из них: Дальняя (389,4 м), Концробь (326,3 м), Леплвэйв (247,8 м), Мховая (262,6 м), Зарубиха (214,5 м), Три Сестры (189,3 м) и Кабельная (99,9 м).
Скорость течения реки — 0,3-0,4 м/с. По всей длине Зарубихи лежит множество порогов и водопадов, высота которых достигает 1-2 метров. Посреди реки расположено несколько небольших безымянных островов.
Населённых пунктов на реке нет. В самом устье Зарубихи находятся развалины одноимённого села, основанного на этом месте в 1889 году Яковом Фёдоровичем Абаляевым — крестьянином с Нотозерского погоста. К 1938 году село покинули последние жители и до окончания Великой Отечественной войны оно пустовало. С началом мирного времени село вновь стало жилым, однако в 1962 году оно опять было оставлено людьми. Тут же, в районе устья, Зарубиху пересекает пролегающий вдоль морского побережья зимник, ведущий на восток до Териберки и на запад до Гранитного.

## Этимология
Саамское название реки — Уэльйок — образовано от саамских слов уэльв — кремень и йок — река. Такое именование, судя по всему, связано с наличием в бассейне реки кремнёвых конкреций, обнаруженных советскими геологами в 1932 году.